# Viola Reggio Calabria 1974-1975
Questa voce raccoglie le informazioni riguardanti la Cestistica Piero Viola nelle competizioni ufficiali della stagione 1974-1975.

## Roster
Rosa della Viola Reggio Calabria per la stagione 1974-1975 che ha disputato il campionato di Serie B (terzo livello dei campionati dell'epoca, dopo Serie A1 e A2).
| Nome                 | Nazionalità       |
| -------------------- | ----------------- |
| Francesco Battaglia  | Italia (bandiera) |
| Antonio Nicosia      | Italia (bandiera) |
| Nicola Saccà         | Italia (bandiera) |
| Claudio Aspidi       | Italia (bandiera) |
| Loris Paiusco        | Italia (bandiera) |
| Luigi Rossi          | Italia (bandiera) |
| Sergio Sant'Ambrogio | Italia (bandiera) |
| Giuseppe Melito      | Italia (bandiera) |
| Giuseppe Miceli      | Italia (bandiera) |
| Ivan Mazzagatti      | Italia (bandiera) |
| All: Carmelo Fotia   | Italia (bandiera) |

## Risultati

### Serie B
Nella sua prima stagione in Serie B la Cestistica Piero Viola verrà inserita nel girone F concludendo la Prima Fase al 5ºposto del suo raggruppamento ottenendo 3 vittorie e 7 sconfitte e una differenza canestri di -52. Si confermerà per partecipare al successivo campionato di Serie B vincendo il ripescaggio.